# Hiraç Yagan
Hiraç Yagan (tiếng Armenia: Հրաչ Յագան, sinh ngày 3 tháng 1 năm 1989 ở Liège), là một tiền vệ bóng đá Armenia, thi đấu cho Stade Nyonnais của Swiss Promotion League ở Thụy Sĩ.

## Sự nghiệp câu lạc bộ

### Standard Liège
Yagan khởi đầu sự nghiệp cùng với Lierse S.K. và được do thám từ Standard Liège vào tháng 7 năm 2006.
Anh ghi bàn trong màn ra mắt cho Standard Liège trước Tubize vào ngày 14 tháng 2 năm 2009. Vào tháng 1 năm 2010, anh được cho Tubize mượn đến tháng 7 năm 2010.
Yargan hiện tại thi đấu cho Servette FC.
Anh ghi bàn trong màn ra mắt cho FC Servette năm 2015.

## Sự nghiệp quốc tế

### U-21 Armenia
Mặc dù sinh ra ở Bỉ, Yagan chọn đại diện cho quốc gia quê hương và được triệu tập vào U-21 Armenia vào ngày 17 tháng 4 năm 2009, chỉ ba ngày sau anh thi đấu trận đấu quốc tế đầu tiên ở đây.
Anh ghi bàn đầu tiên trong trận đấu thứ hai trước U-21 Thụy Sĩ vào ngày 4 tháng 9 năm 2009.

### Đội tuyển quốc gia Armenia
Anh có màn ra mắt cho Armenia trước Moldova vào ngày 12 tháng 8 năm 2009.

### Tây Armenia
Yagan cũng thi đấu cho Tây Armenia, một đội bóng đại diện cho người Armenia bản địa chủ yếu từ vùng Tây Armenia mà theo các học giả Armenia thì là khu vực bị Thổ Nhĩ Kỳ chiếm đóng.

## Danh hiệu
Standard Liège
- Giải bóng đá vô địch quốc gia Bỉ: 1

2008-09